# Cosmic Love
„Cosmic Love” to utwór indierockowej brytyjskiej grupy Florence and the Machine pochodzący z ich pierwszego albumu studyjnego zatytułowanego Lungs. Tekst piosenki został stworzony przez Florence Welch i Isabellę Summers, natomiast jego produkcją zajął się Paul Epworth. 5 lipca 2010 roku utwór został wydany przez wytwórnię Island Records jako szósty singel z drugiego albumu i siódmy po ponownym wydaniu singla „Dog Days Are Over” w 2010 roku. Do singla nakręcono także teledysk, którego reżyserią zajęli się Tom Beard i Tabitha Denholm. Utwór największy sukces komercyjny odniósł w Irlandii, gdzie dotarł do trzeciego miejsca na liście przebojów. Utwór wykorzystany został w amerykańskich serialach takich jak Chirurdzy, Pamiętniki wampirów, V i Nikita.

## Listy przebojów
| Lista (2010)                            | Najwyższa pozycja |
| --------------------------------------- | ----------------- |
| Belgia (Flandria) (Ultratop 50 Singles) | 5                 |
| Irlandia (Top 50 Singles)               | 3                 |
| Wielka Brytania (Singles Top 100)       | 51                |